# Strumpfia
Strumpfia là một chi thực vật có hoa trong họ Thiến thảo (Rubiaceae).

## Loài
Chi Strumpfia gồm các loài: